# Réarrangement de Sommelet-Hauser
Le réarrangement de Sommelet-Hauser, nommé d'après Marcel Sommelet (de), et Charles R. Hauser, est une réaction de réarrangement de certains sels d'ammonium quaternaires benzyliques,.
On utilise comme réactif l'amidure de sodium ou l'amidure d'un autre métal alcalin. La réaction produit une N-dialkylbenzylamine avec un nouveau groupe alkyle en position ortho. 

## Mécanisme
Les protons des groupes méthyle de l'ammonium quaternaire sont acides ; l'un de ces groupes subit une déprotonation formant un  ylure. La seconde étape est un réarrangement sigmatropique 2,3.
Cette réaction est en compétition avec le réarrangement de Stevens (en).